# 하기노 히데아키
하기노 히데아키(일본어: 萩野 英明, 1973년 1월 20일 ~ )는 일본의 전 축구 선수이다.

## 구단 경력
1995년 J1리그의 산프레체 히로시마에 입단했다. 1995년과 1996년에 천황배 준우승. 1996년후 현역 은퇴.